# Очеретяное (Киевская область)
Очеретяное (укр. Очеретяне; от украинского очерет — камыш) — село, входит в Кагарлыкский район Киевской области Украины.
Население по переписи 2001 года составляло 257 человек. Почтовый индекс — 09254. Телефонный код — 4573. Занимает площадь 1,296 км². Код КОАТУУ — 3222281202.

## Местный совет
Село Очеретяное входит в состав Буртовского сельского совета.
Адрес местного совета: 09254, Киевская обл., Кагарлыкский р-н, c. Бурты, ул. Ленина, 1.